# Pteruthius flaviscapis

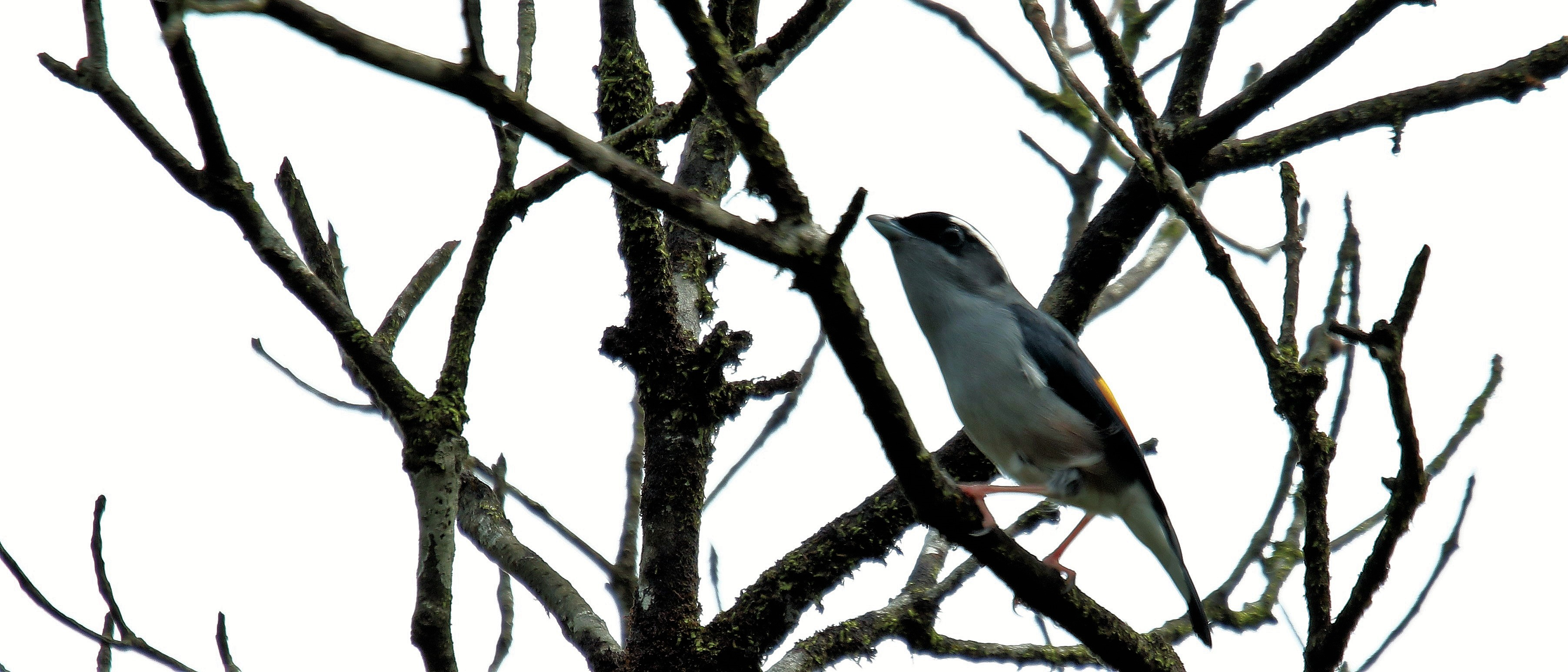
Khướu mỏ quặp mày trắng
Pteruthius flaviscapis là một loài chim trong họ Vireonidae.